# 波斯女预言家

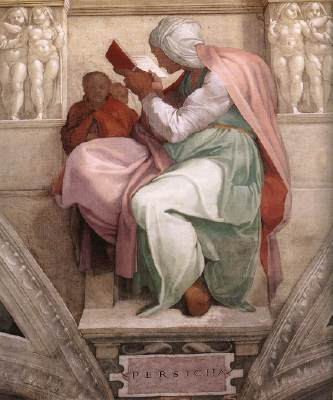
米开朗基罗的湿壁画作品，梵蒂冈西斯汀小堂天花板

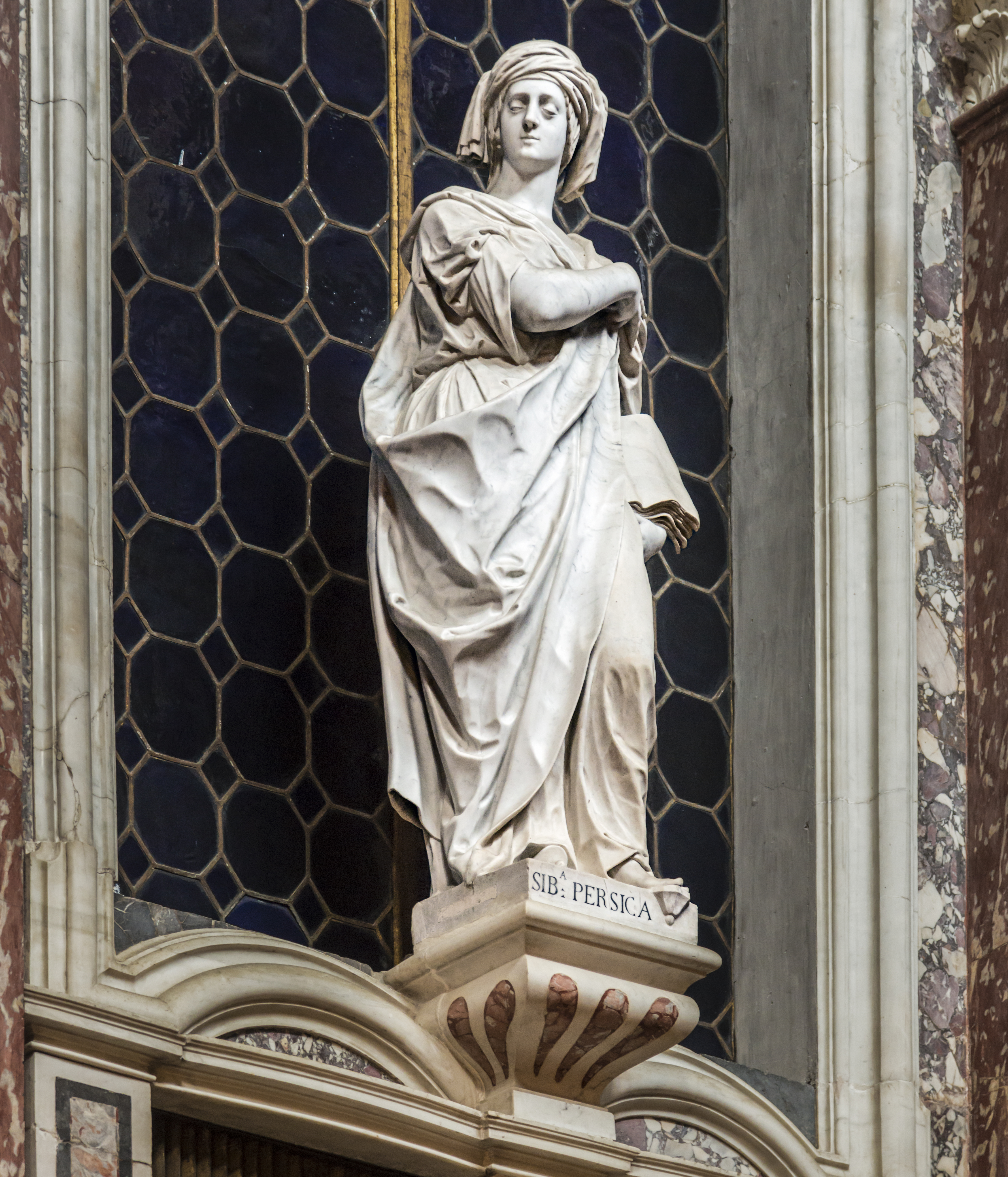
朱塞佩·托雷托的雕塑作品，威尼斯赤足教堂

波斯女预言家，又名巴比伦、迦勒底、希伯来或埃及女预言家——是主持阿波罗神谕的预言女祭司。
“西比拉”一词（拉丁语）来自古希腊词sibulla ，意思是“女先知”。古代世界有许多女预言家，据称波斯女预言家预言了亚历山大的功绩。撰写亚历山大传记的尼卡诺尔提到了她。 
波斯女预言家至少有过三个名字：珊百得、Helrea 和 萨贝。 
珊百得据说是挪亚家族的成员。  圭尔奇诺的《波斯女预言家》藏于罗马的卡比托利欧博物馆。
保萨尼亚斯在德尔菲列举了四个女预言家，其中一个是“希伯来女预言家”：
在巴勒斯坦的希伯来人中，有一个女人，她给神谕，名叫萨贝，父亲是贝罗苏斯，母亲是厄律曼特。有人说她是巴比伦人，还有称她为埃及女预言家。   
中世纪的拜占庭百科全书《苏达辞书》认为希伯来女预言家是《西比拉神谕》的作者，成书于6世纪，收集了公元2 至 4 世纪的预言 。